# ビクトリア・チャプリナ
- ビクトーリヤ・チャープリナ

ビクトリア・チャプリナ（Чаплина, Виктория Дмитриевна、女性、1988年10月23日 - ）は、ロシアのバレーボール選手。エカテリンブルク出身。ポジションはウィングスパイカー。ロシア代表。

## 来歴
2009年、ロシア代表に初選出される。
2013年より本格的に代表で活躍し、世代交代を図ったチームの新たなエースとして同年のモントルーバレーマスターズで準優勝、欧州選手権で優勝を果たした。同年11月のワールドグランドチャンピオンズカップではレギュラーとして活躍した。

## 球歴
- 欧州選手権 - 2013年（優勝）
- ワールドグランドチャンピオンズカップ - 2013年（4位）
- ワールドグランプリ - 2013年（7位）

## 所属クラブ
- Aeroflot-Uraltransbank（2004-2005年）
- ウラロチカ・エカテリンブルク（2005-）